# Међународни покрет за забрану мина
Међународни покрет за забрану мина, (енгл. International Campaign to Ban Landmines (ICBL)) је коалиција невладиних организација чији је наведени циљ свет без противпешадијских мина и касетне муниције, где преживели од последица мина и касетне муниције виде да се њихова права поштују и могу да воде испуњен живот. Међународни покрет за забрану мина је добитник Нобелове награде за мир 1997. године.

## Историјат
Коалиција је основана у октобру 1992. године када су се шест организација са сличним интересима (Handicap International са седиштем у Француској, Medico International са седиштем у Немачкој, Саветодавна група за мине са седиштем у Великој Британији и Фондација Лекари за људска права из САД и Вијетнамска ветеранска америчка фондација ) договориле о сарадњи на њиховом заједничком циљу.
ИЦБЛ је био глас цивилног друштва у дипломатској арени, подстичући промене у владиној политици и пракси у решавању патње узроковане нагазним минама. Кампања укључује националне и међународне невладине организације, као и посвећене појединце из многих области, укључујући људска права, развој, питања избеглица и медицинску и хуманитарну помоћ.
Међународна кампања за забрану нагазних мина (ИЦБЛ) подиже свест људи и заговара забрану на националном, регионалном и међународном нивоу. Кроз своје глобално чланство ИЦБЛ широм света ради у духу сарадње са својим владама и другим партнерима како би осигурали да се земље придруже Споразуму о забрани мина и да буду у складу са словом и духом споразума.
ИЦБЛ кампања се проширила и постала мрежа са активним члановима у неких 100 земаља - укључујући групе које раде са женама, децом, ветеранима, верским групама, на животној средини, људским правима, контроли наоружања, миру и развоју - радећи локално, на националном и на међународном нивоу за искорењивање противпешадијских мина. Присталица Међународног покрета за забрану мина била је Диана, принцеза од Велса.

## Организациона структура
До 2011. године Међународна кампања за забрану нагазних мина (ИЦБЛ) је била самостална организација са својим буџетом и кампањама које је спроводила а од 2011. године ИЦБЛ се спаја то јест удружује са Коалицијом за касетну муницију (ЦМЦ), где су се спојили у једну јединствену структуру, која је сада позната као (енгл. ICBL-CMC), како би се постигла оперативна ефикасност и ојачао комплементарни рад. Буџет јединствене организације ИЦБЛ-ЦМЦ је постао јединствен, а не одвојен као до тада, и урађена је структурална реорганизација људства, тако да у новој организационој шеми не може једно место да попуњавају двоје њих, тиме је дошло до смањења људства и уштеде у буџету. Међународна кампања за забрану нагазних мина (ИЦБЛ) и Коалиција за касетну муницију (ЦМЦ) су кампање које остају одвојене и настављају да подсећају владе на њихове обавезе да примене и промовишу оба уговора. Монитор нагазних мина и касетне муниције наставља свој јединствени програм праћења цивилног друштва о хуманитарним и развојним последицама нагазних мина, касетне муниције и експлозивних остатака рата.
Активности заједничких кампања подржава представник Управног одбора из различитих елемената МПЗМ-а који пружа надзор над стратешким, финансијским и људским ресурсима. Саветодавни комитет пружа редовнији допринос особљу и раду кампање. Четири амбасадора служе као представници кампање на говорним догађајима и другим конференцијама широм света. Тренутно МПЗМ има 14 запослених са седиштем у Женеви (централна канцеларија), Лиону, Паризу и Отави. Поред тога, ова заједничка структура ангажује неколико приправника сваке године.

## Монитор за нагазне мине и касетну муницијуАрхивиранона веб-сајту(24. мај 2022)
Монитор Архивирано на веб-сајту  (24. мај 2022) је део организационе структуре ИЦВЛ-ЦМЦ за нагазне мине и касетну муницију као истраживачки и надзорни огранак који надгледа имплементацију споразума за међународну кампању за забрану нагазних мина као и коалицију касетне муниције. То је де факто режим праћења Споразума о забрани мина као и Конвенције о касетној муницији из 2008. године. Надгледа и извештава о спровођењу споразума у државама потписницама и поштовању тих конвенција и процењује проблеме узроковане нагазним минама, касетном муницијом и другим експлозивним остацима рата. Монитор представља пример како су се невладине организације удружиле на координиран, систематичан и одржив начин да надгледају хуманитарно право или споразуме о разоружању и да редовно документују напредак и проблеме у спровођењу споразума, чиме успешно спроводе у дело концепт верификације засноване на цивилном друштву. Од свог настанка 1998. године, Монитор је чинио глобалну мрежу првенствено истраживача из земље, од којих су већина њих из ИЦБЛ-ЦМЦ кампање, а сав садржај је подвргнут ригорозном уређивању од стране Мониторовог уредничког тима пре објављивања.

## Споразум о забрани мина
Споразум о забрани мина или Споразум из Отаве је међународни споразум који забрањује коришћење противпешадијских мина. Званично назван Конвенција о забрани, употреби, залихама, производњи и преносу противпешадијских мина, споразум се понекад назива и Отавска конвенција. Споразум о забрани мина усвојен је у Ослу у Норвешкој, септембра 1997. године, а потписале су га 122 државе у Отави, Канада, 3. децембра 1997. До марта 2018. године, 164 државе су потписале Отавски споразум.
Споразум о забрани мина сугерише неколико агенди државама чланицама:
1. Никада не користити противпешадијске мине, нити их "развијати, производити, на други начин набављати, складиштити, задржавати или преносити"
2. Уништити складишта са минама у року од четири године
3. Очистити минирана подручја у року од 10 година
4. У земљама погођеним минама спроводити едукацију о опасностима од мина и осигурати да преживели од мина, њихове породице и заједнице добију свеобухватну помоћ
5. Понудити помоћ другим државама потписницама, на пример у пружању помоћи преживелима или допринети у програмима рашчишћавања од мина или других неексплодираних убојних средстава
6. Усвојити националне мере примене (као што је национално законодавство) како би се осигурало да се све тачке споразума имплементирају у тим државама

## Зашто забранити мине?[4]
До 1990-их, већина оружаних снага света користила је противпешадијске нагазне мине, у овом или оном облику, узрокујући десетине хиљада жртава годишње и стварајући многе тешкоће погођеним заједницама које више нису могле безбедно да приступе земљишту, зградама и природним ресурси.
О ужасном ефекту мина на заједнице широм света сведочиле су организације-чланице ИЦБЛ-а, које су удружиле снаге 1992. како би се позабавиле овим проблемом. Убрзо је постало очигледно да је једино право решење за решавање кризе мина била потпуна забрана противпешадијских мина. Никакве техничке измене или измене правила о њиховој употреби не би могле да промене чињеницу да је противпешадијска мина сама по себи неселективна. Једном постављена никада неће моћи да направи разлику између војника и цивила и остаће претња заједницама деценијама које долазе.
ИЦБЛ је, у блиском партнерству са малим бројем држава, МКЦК-ом и УН-ом, покренуо оно што је касније познато као „Отавски процес“ који је довео до усвајања Споразума о забрани мина у септембру 1997. године. Споразум о забрани, који укључује свеобухватну забрану свих противпешадијских мина, као и неколико мера за надокнаду штете од претходне употребе, усвојен је у Ослу (Норвешка) у септембру 1997. и отворен за потписивање 3. децембра 1997. у Отави (Канада).
Иако остају бројни изазови, употреба мина је драматично опала захваљујући Споразуму о забрани мина, као и глобална производња и трговина. Поред тога, десетине милиона противпешадијских мина су уништене, велике површине контаминираног земљишта су очишћене и враћене заједницама на безбедну употребу, а права и потребе жртава мина добијају већу пажњу у погођеним државама.

## Аргументи за забрану mina[5]
Постоји на десетине разлога зашто би све државе требало да се придруже Уговору о забрани мина и зашто се мора обезбедити пуна примена овог споразума о спасавању живота. Овде су дати неки од моралних, хуманитарних, социо-економских и дипломатских аргумената.

### Људскe žrtve[5]
Противпешадијске нагазне мине и даље сваког дана сакате и убијају обичне људе. Они својим жртвама сакате ноге, стопала, прсте и руке. Испаљују им гелере у лица и тела.

### Цивили су највеће жртве[5]
Пошто су противпешадијске мине неселективне и остају на или под земљом дуго након завршетка ратова, велика већина жртава су цивили, а не војници. Из године у годину, Ландмине Монитор извештава да цивили чине 70 до 85 одсто жртава. Ово није само током сукоба – већина земаља у којима се извештава о жртвама је настрадало у миру.

### Хуманитарно право[5]
Противпешадијске мине су неселективно и нехумано оружје и стога крше основне елементе међународног хуманитарног права. Ратно право намеће одређена ограничења у погледу деловања бораца. Каже да морају да праве разлику између цивилних и војних циљева и да нанете повреде треба да буду пропорционалне војним циљевима. Противпешадијске нагазне мине не пролазе и тест дискриминације и тест пропорционалности.
Нагазне мине су неселективне јер нагазну мину активира жртва, било војна или цивилна. Нагазне мине су нехумане јер по свом дизајну наносе бруталну штету људском телу која убија или ствара доживотне повреде.

### Дугорочни ефекти[5]
Једном постављене, нагазне мине не нестају док се не уклоне. Мине посејане током Првог светског рата и даље изазивају смрт и разарања у деловима Европе и северне Африке. Нагазне мине не поштују мировне споразуме или примирје. Једини начин да се спречи дугорочна штета је да се у потпуности заустави било каква употреба мина и да се средства употребе у сврху чишћења минских поља и помоћи жртвама мина.

### Смртоносне препреке економском расту[5]
- Мине успоравају репатријацију избеглица и расељених лица, или је чак спречавају у потпуности.
- Мине ометају пружање помоћи и услуга помоћи. Оне и даље прете, рањавају и убијају хуманитарне раднике.
- Медицински третман за жртве мина, тамо где је доступан, је јако скуп, оптерећујући за ионако преоптерећен здравствени системну тим земљама.
- Заједнице су лишене своје земље од које зависе: пољопривредно земљиште, воћњаци, канали за наводњавање, шуме и водени пунктови можда више неће бити доступни због мина.
- Мине су такође прекинуле приступ економски важним областима, као што су путеви, стубови за струју и бране.
- Инцидент са минама може коштати породицу храниоца.
- Стручна обука и подршка често нису доступни, па се многи преживели боре да преживе након несреће.
- Са друге стране, земља погођена минама може добити међународну помоћ за уклањање мина и помоћ жртвама када се придруже Споразуму о забрани мина. Владе донатора разумљиво нису вољне да финансирају разминирање у земљама које још нису у потпуности одустале од мина.

### Деца су жртве[5]
Деца која су повређена од нагазних мина суочиће се са месецима опоравка... ако не умру и ако се лече на време. Многи страдају на лицу места услед губитка крви, шока или оштећења виталних органа. Дете које расте са протетским удом ће га морати поново уградити сваке године. Нека деца се никада не врате у школу након несреће. Многи се суочавају са социјалном искљученошћу, на пример, не сматрају се способнима за брак. Попут одраслих жртава, они ће се суочити са огромним практичним, економским, социјалним и психолошким изазовима у процесу рехабилитације и реинтеграције.

### Војни аргументи за и против[5]
Војни аргументи за употребу противпешадијских мина су дубоко погрешни. Студија Међународног комитета Црвеног крста из 1996. Противпешадијске нагазне мине - пријатељ или непријатељ? закључио да противпешадијске мине нису неопходно оружје, да немају велику војну вредност и да не нуде нужно никакву војну предност. У ствари, „њихова употреба у складу са војном доктрином је дуготрајна, скупа и опасна и ретко се дешавала у условима борбе“, закључила је група војних експерата.
Нагазне мине нису потребне модерној војсци . Док су у прошлости можда штитиле границе и успоравале напредовање трупа, сада је већина армија мобилна и може проћи кроз минско поље за мање од 30 минута. Модерна опрема за детекцију покрета, технологија ноћне детекције и стратешки постављени топови могу заштитити војне инсталације, границе и друга подручја боље од нагазних мина. Такође, нагазне мине рањавају и убијају војнике - управо оне људе које треба да штите. На пример, у Заливском рату 1991. године, нагазне мине су изазвале 34% америчких жртава.
У сваком случају, дугорочни хуманитарни трошкови мина далеко надмашују било какву ограничену војну корист. Због тога многа бивша војна лица подржавају забрану противпешадијских мина и одбацују употребу мина, као на пример у овом чланку генерал-потпуковника Роберта Г. Гарда млађег (САД, у повлачењу), објављеном у Хуффингтон Посту 2009. године. војска земље инсистира да су противпешадијске нагазне мине и даље неопходне са војне тачке гледишта, предлаже да погледају горе поменуту студију МКЦК-а. Такође, подстакните их да ураде сопствену студију како би преиспитали своју политику мина и њен утицај, укључујући и њихове војнике.

### Забрана мина стварно функционише![5]
Забрана нагазних мина чини разлику. Направили смо велики напредак од ступања на снагу Споразума о забрани мина у марту 1999. Глобална стигма везана за ово оружје довела је до практичног заустављања глобалне трговине противпешадијским мина, оштрог пада броја произвођача и драстично смањење броја влада које постављају мине, чак и међу државама које и даље одбијају да се званично придруже споразуму. Огромни делови земље су очишћени и враћени у продуктивну употребу; дошло је до распрострањеног и обимног уништавања залиха мина; права и потребе жртава мина су стекле веће признање; и што је најважније, сада је сваке године све мање нових жртава мина.

### Мир и сигурност[5]
Забрана нагазних мина повећава мир и безбедност и може бити драгоцено средство за изградњу мира. На пример, Грчка и Турска, дугорочни ривали са граничним споровима, искористиле су заједничку посвећеност придруживању Споразуму о забрани мина као меру за изградњу поверења. Неке државе су се придружиле Споразуму о забрани мина упркос текућем унутрашњем сукобу, као што су Авганистан, Колумбија и Демократска Република Конго. Неке државе, попут Кипра, придружиле су се споразуму иако немају потпуну контролу над подручјем за које кажу да потпада под њихову јурисдикцију.

### Заштита границе: постоје алтернативе[5]
Мине су углавном неефикасне у заштити пограничних региона, на пример од кријумчара, илегалних имиграната или недржавних наоружаних група. Замолите своју циљну владу да пружи информације о томе да ли су и како нагазне мине биле ефикасно средство одвраћања за одређену наведену сврху (нпр. за заустављање кријумчарења). Владе обично не могу доказати ефикасност. Уместо заштите, минска поља тероришу и осиромашују заједнице које живе у овој области. Алтернативе постоје и укључују: укључивање у дијалог са суседом, мобилну и фиксну граничну патролу, опрему и баријере за детекцију покрета.

### Свака држава је дужна да:[5]
Подршка свих је потребна на путу ка свету без мина – без обзира да ли је земља погођена минама или не и небитно је да ли је земља велика или мала. Придруживање Споразуму о забрани мина је у интересу земаља погођених минама јер ће подстаћи међународну подршку њиховом проблему са минама. За земље које немају мине у својим залихама или у земљи, придруживање Споразуму о забрани мина је такође у њиховом интересу јер ће стећи виши морални положај у дипломатском свету и демонстрирати своју подршку погођеним заједницама широм света.
Све владе треба да слушају своје грађане и међународну заједницу који захтевају да заузму став, иначе ризикују да постану морално изопштени. Чак су и привремени кораци који нису у могућности да приступе Споразуму о забрани мина вредни, као што је мораторијум на употребу и пренос противпешадијских мина, пружање информација о залихама нагазних мина и њиховом уништавању, или гласање у корист годишње Генералне скупштине Уједињених нација резолуцију о споразуму.

## Хронологија догађаја[6]
1. 1991. године - Невладине организације које подржавају забрану мина почињу сарадњу.
- октобар 1991. године - Камбоџански принц Сиханук позива на забрану нагазних мина.
- новебар 1991. године - Америчка невладина организација (НВО) Вијетнамска фондација ветерана Америке (ВВАФ) и немачка невладина организација Медицо Интернатионал (МИ) сагласне су да заједнички покрену кампању заговарања забране мина, како би окупиле невладине организације у координисаним напорима да раде заједничку кампању за забрану нагазних мина; ВВАФ ангажује Џоди Вилијамс да предводи кампању.

2. 1992. године - Основана је организација ИЦБЛ.
- октобар 1992. године - Шест невладиних организација (ХИ, ХРВ, МИ, МАГ, ПХР и ВВАФ) састају се у Њујорку и сложили су се да координирају напоре у кампањи и спонзоришу прву Међународну конференцију НВО о нагазним минама у Лондону 1993. Координатор кампање Џоди Вилијамс је задужена за израду заједничке кампање ИЦБЛ-а, надгледање и планирања конференције.
- октобар 1992. године - Председник Буш потписује закон о једногодишњем мораторијуму на извоз противпешадијских мина, иницијативи коју су спонзорисали сенатор Патрик Лихи и конгресмен Лејн Еванс, а за коју је Сенат гласао са 100 гласова за. Током наредне две године, произвођачи из Белгије, Француске, Немачке, Грчке, Холандије и Јужне Африке уводе забрану извоза мина.
- децембар 1992. године - Европски парламент доноси резолуцију којом позива државе чланице да ратификују Конвенцију о конвенционалном оружју (CCW) и учине је применљивом, да прогласе петогодишњи мораторијум на извоз противпешадијских мина и обуку за њихово постављање и дати приоритет уклањању мина и обезбедити потребна средства за то.

3. 1993. године - У Лондону одржан први међународни састанак НВО.
- фебруар 1993. године - Француска упућује званичан захтев генералном секретару УН за ревизију (CCW).
- април 1993. године - Међународни комитет Црвеног крста (ИЦРЦ) је домаћин тродневног симпозијума о нагазним минама у Монтреу, у Швајцарској, са 60 представника влада, војске, произвођача мина, стручњака за чишћење и невладиних организација.
- мај 1993. године - ИЦБЛ одржава своју прву међународну конференцију невладиних организација о нагазним минама у Лондону, са 50 представника из 40 невладиних организација. Донет је оснивачки акт организације где је у Управни одбор је ушло шест невладиних организација и тако је основан ИЦБЛ и поставњена Џоди Вилијамс као ИЦБЛ координатор.
- септембар 1993. године - Амерички Стејт департмент објавио је извештај „Скривене убице: Глобални проблем са неочишћеним нагазним минама“.
- октобар 1993. године - Први комитет Генералне скупштине УН доноси резолуцију којом позива генералног секретара да поднесе извештај о проблемима изазваним нагазним минама и другим неексплодираним убојитим средствима. Такође усваја резолуцију коју је предложила Француска којом се позива на ревизију (CCW) и резолуцију коју су предложиле САД којом се позива на међународни мораторијум на трговину противпешадијским минама.

4. 1994. године - МКЦК (ИЦРЦ) Међународни комитет Црвеног крста даје изјаву подршке овом циљу.
- јануар 1994. године - Недељни часопис Њујорк Тајмс објављује главни чланак о проблему нагазних мина, напорима у деминирању и кампањи за забрану мина. МКЦК одржава семинар за војне стручњаке.
- фебруар 1994. године - Председник МКЦК-а изјављује да са „хуманитарне тачке гледишта верујемо да је забрана нагазних мина у целом свету једино заиста ефикасно решење“.
- март 1994. године - Директор УНИЦЕФ-а Џим Грант позива на забрану мина.
- април 1994. године - На семинару Савета за спољне односе о нагазним минама, генерални секретар УН Бутрос Бутрос Гали позива на потпуну забрану нагазних мина.
- мај 1994. године - ИЦБЛ одржава своју другу међународну конференцију невладиних организација о нагазним минама у Женеви, са представницима више од 75 невладиних организација.
- јун 1994. године - Сенатор Лихи одржава саслушање о нагазним минама у прилог забрани са сведочењима од Кена Рутхерфорда, Црвеног крста и других. Лихи потом уводи закон за успостављање мораторијума на производњу нагазних мина са 55 коспонзора Сената.
- јун 1994. године - Радници италијанских компанија које се баве производњом нагазних мина позивају италијанску владу да подржи хитну забрану производње и трговине мина, као и хуманитарне акције за жртве. Два дана касније италијански министар одбране најављује да „Италија више неће производити и извозити нагазне мине“.
- септембар 1994. године - У УН, председник Клинтон позива на „евентуално елиминисање“ мина. У свом првом извештају о уклањању мина, генерални секретар УН напомиње да је „најбољи и најефикаснији начин“ за решавање глобалног проблема мина потпуна забрана.
- октобар 1994. године - Влада Холандије пристаје да уништи своје залихе мина и подржава позив на потпуну забрану.

5. 1995. године - Први национални закон о забрани противпешадијских мина.
- март 1995. године - Белгија постаје прва земља која је усвојила национални закон о забрани нагазних мина.
- мај 1995. године - Папа Јован Павле II позива на „дефинитивно окончање производње и употребе“ противпешадијских мина.
- јун 1995. године - Камбоџанска кампања за забрану нагазних мина и Форум НВО о Камбоџи домаћини су Треће међународне конференције невладиних организација о нагазним минама, тродневног догађаја којем је присуствовало више од 400 људи из 42 земље.
- септембар 1995. године - На Првој ревизијској конференцији Конвенције о конвенционалном оружју (CCW) у Бечу, ИЦБЛ активно промовише свој позив на потпуну забрану и као резултат тога број влада које подржавају забрану расте на 14. Конференција се не завршава и преговори се прекидају до јануара 1996. године.
- новембар 1995. године - Међународни комитет Црвеног крста (МКЦК) покреће међународну медијску кампању за мобилизацију подршке за забрану нагазних мина.

6. 1996. године - Канада покреће Отава процес за забрану нагазних мина.
- јануар 1996. године - Током настављених преговора (CCW), ИЦБЛ сазива састанак земаља које подржавају забрану, где постоји сагласност да се ради на тренутној забрани нагазних мина, а не на њиховом „евентуалном елиминисању“.
- март 1996. године - ВВАФ спонзорише два огласа на целој страни у Њујорк Тајмсу у којима се позива председник Клинтон да забрани нагазне мине, укључујући отворено писмо пензионисаног генерала Нормана Шварцкопфа и 14 других високих пензионисаних америчких војних званичника.
- април 1996. године - Нови Зеланд се одриче употребе мина и обавезује се да ће радити за потпуну забрану. Конференција за преглед (CCW) у Женеви усваја слаб измењени протокол који дозвољава наставак употребе противпешадијских мина. На маргинама конференције, група од 14 влада које се залажу за забрану сусреће се са представницима ИЦБЛ-а како би израдили стратегију за даље.
- септембар 1996. године - Шест председника Централне Америке најављују да ће забранити нагазне мине, чиме ће постати прва регија на свету без мина.
- октобар 1996. године - Канада је домаћин конференције у Отави којој присуствује 75 влада, као и ИЦБЛ и међународне агенције. Завршава се изазовом канадског министра иностраних послова Лојда Ексвортија свим владама да преговарају о споразуму о забрани нагазних мина и да се врате у Отаву и да га потпишу у децембру 1997. године, чиме се покреће „Отавски процес“ за забрану мина.
- децембар 1996. године - Укупно 155 земаља подржава резолуцију Генералне скупштине Уједињених нација коју су предложиле САД и која подржава преговоре о споразуму о забрани мина што је пре могуће. Шведски парламент усвојио је једнострану забрану противпешадијских мина.

7. 1997. године - Увојен споразум о забрани мина и отворен за потпис.
- јануар 1997. године - Принцеза Дајана посећује Анголу под покровитељством Британског Црвеног крста и фотографије њеног сусрета са жртвама мина и посете операцији уклањања мина привлаче пажњу глобалних медија.
- јануар 1997. године - Председник Клинтон најављује намеру САД да спроведе међународну забрану преноса нагазних мина кроз Конференцију о разоружању.
- фебруар 1997. године - ИЦБЛ одржава своју Четврту међународну конференцију невладиних организација о нагазним минама у Мапуту, Мозамбик. Мозамбик и Јужна Африка прогласили су једнострану забрану противпешадијских мина.
- фебруар 1997. године - Аустрија је домаћин првог припремног састанка Отавског процеса у Бечу, на којем 111 земаља расправља о елементима свеобухватног споразума о забрани.
- април 1997. године - ХРВ објављује извештај у којем идентификује америчке произвођаче нагазних мина, а америчка кампања покреће кампању стигматизације произвођача.
- мај 1997. године - Две десетине афричких држава обећавају своју подршку забрани нагазних мина током конференције ОАУ са слоганом „Африка без мина” одржаној у Јоханезбургу у Јужној Африци. Последњег дана конференције, Јужна Африка почиње уништавање својих залиха мина.
- јун 1997. године - Белгија је домаћин другог састанка Отавског процеса у Бриселу, где је 110 земаља прихватило декларацију којом потврђују своју намеру да преговоре и потписивање споразума о забрани закључе пре краја 1997. године.
- септембар 1997. године - Након две недеље преговора у Ослу, САД повлаче предложене амандмане за које признају да нису успели да добију довољну подршку и Споразум о забрани мина је усвојен 18. септембра 1997. ИЦБЛ представља владама акциони план за ступање на снагу Споразума о забрани мина до 2000.
- октобар 1997. године - ИЦБЛ и Џоди Вилијамс су награђени Нобеловом наградом за мир за њихову кључну улогу у покретању процеса који је „у периоду од неколико година променио забрану противпешадијских мина из визије у изводљиву стварност“.
- децембар 1997. године - Укупно 122 земље су потписале Споразум о забрани мина у Отави, Канада. У исто време, Народни уговор којим се подржава споразум о забрани потписано је од стране хиљада људи широм света.
- децембар 1997. године - Управни одбор ИЦБЛ-а од пет првобитних организација оснивача проширен је како би одражавао растући покрет, посебно у земљама погођеним минама.

8. 1998. године - 40. Ратификација уговора о забрани мина је обезбеђено у рекордном времену.
- фебруар 1998. године - Током церемоније отварања Зимских олимпијских игара у Нагану у Јапану, крис Мун који је преживео мине носи олимпијску бакљу на стадиону.
- фебруар 1998. године - ИЦБЛ одржава годишњу генералну скупштину у Франкфурту, у Немачкој, где је Управни одбор ИЦБЛ преименован у Координациони комитет и његово чланство је проширено. Лиз Бернштајн замењује Џоди Вилијамс на месту ИЦБЛ координатора.
- март 1998. године - Мађарска је домаћин регионалног састанка за промоцију Уговора о забрани мина у Будимпешти којем присуствује 19 земаља из источне Европе.
- мај 1998. године - ИППНВ и ИЦБЛ сазивају међународну конференцију о нагазним минама у Москви, којој присуствују невладине организације из Русије и 20 суседних земаља.
- јун 1998. године - ИЦБЛ ствара иницијативу у виду пројекта Ландмине Монитор за верификацију придржавања нација са Уговором о забрани мина и хуманитарног одговора уопште.
- септембар 1998. године - Први глобални састанак Ландмине Монитора одржава се у Даблину у Ирској.
- септембар 1998. године - Буркина Фасо постаје 40. земља која је ратификовала Споразум о забрани мина, чиме је споразум ступио на снагу 1. марта 1999.
- септембар 1998. године - ИЦБЛ сазива први састанак иницијативе за верификацију Ландмине Монитора у Даблину.
- октобар 1998. године - Филантроп, Џорџ Сорош и канадски министар иностраних послова Лојд Ексворти најављују финансијску подршку ИЦБЛ.

9. 1999. године - Споразум о забрани мина постаје закон.
- март 1999. године - Споразум о забрани мина ступа на снагу 1. марта 1999. и постаје обавезујућим међународним правом. ИЦБЛ слави звоњавом и другим акцијама у више од 30 земаља.
- мај 1999. године - Мозамбик је домаћин првог састанка држава потписница Споразума о забрани мина у Мапуту, где је представљен први годишњи извештај о праћењу мина.
- септембар 1999. године - Први састанци Међуседсијског Сталног комитета Уговора о забрани мина одржавају се у Женеви.

10. 2000. године - Споразум о забрани мина достигао 100 држава чланица.
- јул 2000. године - Мауританија постаје 100. земља која је ратификовала Уговор о забрани мина.
- јул 2000. године - Током године активисти ИЦБЛ кампање и истраживачи Ландмине Монитора окупљају се на регионалним састанцима у Аргентини, Белгији, Џибутију, Египту, Јапану, Тогу и Украјини, док се глобални састанак одржава у Холандији.
- децембар 2000. године - Други састанак држава чланица Уговора о забрани мина одржава се у Женеви.
- децембар 2000. године - Објављен је извештај Ландмине Монитор за 2000. годину.

11. 2001. године - Никарагва домаћин трећег годишњег састанка уговора о забрани мина.
- септембар 2001. године - Никарагва је домаћин Трећег састанка држава чланица Споразума о забрани мина одржаног у Манагви, упркос кашњењима у путовањима због терористичких напада 11. септембра у САД неколико дана раније.
- септембар 2001. године - Објављен је извештај Ландмине Монитор за 2001. годину.
- децембар 2001. године - ИЦБЛ кампање и истраживачи Ландмине Монитора одржавају регионалне састанке у Јерменији, Бразилу, Кенији, Либану, Непалу, Јужној Кореји, Јужној Африци и Тајланду, док се глобални састанак одржава у Вашингтону.

12. 2002. године - Погођене државе настављају да се придружују Споразуму о забрани мина.
- септембар 2002. године - Минама тешко погођен Авганистан приступа Споразуму о забрани мина, док Ангола завршава ратификацију.
- децембар 2002. године - ИЦБЛ кампање и истраживачи Ландмине Монитора одржавају регионалне састанке у Азербејџану, Чилеу, Етиопији и Швајцарској, док се глобални састанак одржава у Паризу.

13. 2003. године - Први рокови за уништавање залиха су испоштовани.
- март 2003. године - Све државе чланице са залихама мина испуњавају своје обавезе да униште залихе до првог рока за уништавање, то је четири године након ступања на снагу овог споразума.
- септембар 2003. године - Велика складишта нагазних мина има Белорусија и она је приступа Споразуму о забрани мина. Грчка је ратификовала, а Турска приступила Споразуму о забрани мина истог дана у планираној иницијативи да покаже своју подршку забрани.
- децембар 2003. године - ИЦБЛ и Ландмине Монитор кампање одржавају регионалне састанке у Киргистану, Шри Ланки и Уједињеним Арапским Емиратима, док се глобални састанак одржава у Риму.

14. 2004. године - Прва прегледна конференција уговора о забрани мина.
- април 2004. године - Након ангажовања ИЦБЛ-а, Туркменистан је уништио десетине хиљада ускладиштених противпешадијских мина које је првобитно желео да задржи за обуку.
- септембар 2004. године - Међународни симпозијум о изазовима постизања света без мина одржава се у Отави, а документи и материјали ИЦБЛ кампање су донирани канадском националном архиву.
- децембар 2004. године - Кенија је домаћин прве конференције о ревизији Споразума о забрани мина, која се такође назива „Самит у Најробију о свету без мина“. Више од 350 активиста ИЦБЛ кампања из 83 земље присуствовало је конференцији промовишући слоган „Тражи се: Свет без мина“. Објављено је специјално петогодишње издање годишњег Ландмине Монитор извештаја.
- децембар 2004. године - Истраживачи и активисти ИЦБЛ-а и Ландмине Монитора одржавају регионалне састанке у Авганистану, Бурундију и Колумбији, док се глобални састанак одржава у Сарајеву.

15. 2005. године - Смањена је употреба нагазних мина.
- април 2005. године - По први пут, Кина гласа за годишњу резолуцију Генералне скупштине УН за забрану која подржава Споразум о забрани мина.
- новембар 2004. године - ИЦБЛ учествује у завршној церемонији уништавања залиха у Алжиру.
- новембар 2004. године - ИЦБЛ предузима мисије заступања у Азербејџану, Босни и Херцеговини, Брунеји, Грузији, Либији и Монголији.

16. 2006. године - Делујте сада и одмах спроводите споразум о забрани мина.
- март 2006. године - ИЦБЛ кампање широм света користе шесту годишњицу од када је споразум постао међународно правно обавезујући да позову владе да „Делују одмах!“ да спроведу своје обавезе.
- април 2006. године - ИЦБЛ кампање и истраживачи Монитора окупљају се у Камбоџи на глобалном састанку.
- мај 2006. године - ИЦБЛ учествује у церемонији уништавања залиха и на радионици говоре о Споразуму о забрани мина у Белорусији.
- новембар 2006. године - ИЦБЛ и Сенегалска кампања организују радионицу за имплементацију у Сенегалу.
- децембар 2006. године - ИЦБЛ предузима мисије заступања и истраживања у Белорусији, Камбоџи, Индији, Либану, Пољској, Сенегалу, Тајланду и Вијетнаму.

17. 2007. године - Успех у току: Прва декада уговора о забрани мина.
- фебруар 2007. године - ИЦБЛ се придружује Управном одбору Коалиције за касетну муницију и активно ће да допринесе процесу у Ослу који има за циљ стварање новог споразума о забрани касетне муниције која представља неприхватљиву штету цивилима.
- март 2007. године - Конвенција УН о правима особа са инвалидитетом отворена је за потписивање у Њујорку.
- април 2007. године - ИЦБЛ и Таџикистанска кампања организују националну радионицу за имплементацију у Таџикистану.
- август 2007. године - Ирак који је тешко погођен минама ратификовао је Споразум о забрани мина.
- новембар 2007. године - Јордан је домаћин Осмог састанка држава потписница Споразума о забрани мина на Мртвом мору, где је Палау најавио приступање споразуму.
- новембар 2007. године - ИЦБЛ разматра захтев за продужење деминирања одобрен на 8 МСП.
- децембар 2007. године - ИЦБЛ организује националну радионицу о имплементацији споразума у Сани у Јемену, а глобални састанак ИЦБЛ-а и Ландмине Монитора одржава се у Адену, Јемен.
- децембар 2007. године - ИЦБЛ кампање одржавају посебне догађаје поводом 10. годишњице у Аустрији, Белгији, Канади и Норвешкој.

18. 2008. године - Прва продужења рокова за чишћење земљишта.
- септембар 2008. године - ИЦБЛ успоставља мрежу за помоћ жртвама да подржи интензивније заговарање помоћи жртвама.
- октобар 2008. године - На Деветом састанку држава чланица Уговора о забрани мина у Женеви, ИЦБЛ даје критике на рачун првих петнаест држава чланица које су затражиле продужење десетогодишњих рокова за уклањање мина.

19. 2009. године - „Могућа мисија“ - Друга прегледна конференција Споразума о забрани мина 2010.
- март 2009. године - ИЦБЛ покреће одбројавање до Друге прегледне конференције Споразума о забрани мина под слоганом „Свет без мина: мисија могућа“.
- децембар 2009. године - Колумбија је домаћин Друге конференције Споразума о забрани мина, у Картагени, која се такође назива „Самит у Картагени у свету без мина“. САД присуствују (њихово прво учешће на званичном састанку споразума) и потврђују да је председник Обама наредио ревизију америчке политике о забрани нагазних мина.
- децембар 2009. године - Објављено је специјално десетогодишње издање годишњег извештаја Ландмине Монитор-а.

20. 2010. године - Сједињене Државе се консултују о прегледу политике нападних мина.
- март 2010. године - Чланови ИЦБЛ-а у 60 земаља контактирају представнике америчких амбасада како би их подстакли на ревизију америчке политике и да се придруже Споразуму о забрани мина.
- април 2010. године - ИЦБЛ учествује на конференцији о помоћи жртвама у Бечу.
- мај 2010. године - Писмо које је потписало две трећине америчког Сената шаље се председнику Обами, у којем се позива да се америчка ревизија политике заврши одлуком да се придруже Споразуму о забрани мина.
- новембар 2010. године - Члан ИЦБЛ-а Данис Курц Аид помаже Албанији да заврши своје обавезе.

21. 2011. године - Покрени напредак од Пном Пена.
- јануар 2011. године - ИЦБЛ се спаја са Коалицијом за касетну муницију (ЦМЦ) и постаје ИЦБЛ-ЦМЦ, који се састоји од једног управљачког тела које подржава рад две глобалне кампање. Монитор против мина и касетне муниције је такође уведен у нову организацију.
- март 2011. године - ИЦБЛ покреће своје одбројавање до једанаестог састанка држава потписница Споразума о забрани мина под слоганом „Пном Пен гурај за напредак“.
- април 2011. године - ИЦБЛ учествује на конференцији о међународној сарадњи и помоћи жртвама у Албанији.
- новембар 2011. године - Камбоџа је домаћин једанаестог састанка држава чланица Споразума о забрани мина у Пном Пену.
- новембар 2011. године - Јужни Судан и Тувалу су приступили Споразуму о забрани мина, постајући прве земље које су се придружиле споразуму о забрани мина за четири године.
- новембар 2011. године - Норвешка Народна Помоћ, чланица ИЦБЛ-а, помаже Гвинеји Бисао да заврши своје обавезе.

22. 2012. године - Прослављање 20. годишњице постојања.
- јануар 2012. године - Финска је приступила Споразуму о забрани мина, обавезујући се да ће уништити своје залихе нагазних мина до 2016. године.
- март 2012. године - У партнерству са колумбијском невладином организацијом Архангелес и ИЦБЛ воде једномесечну глобалну акцију „Позајми своју ногу“ у знак солидарности са преживелима од мина широм света као подршка Споразуму о забрани мина.
- мај 2012. године - Сомалија је приступила Споразуму о забрани мина, последња земља из подсахарске Африке која се придружила споразуму о забрани мина, чиме се чланство у Споразуму повећало на 160 држава чланица.
- октобар 2012. године - ИЦБЛ прославља своју 20. годишњицу догађајем у Њујорку на којем учествују ветерани ИЦБЛ-а, вође противминских акција и преживели од мина.

23. 2013. године - Посудите ногу за свет без мина.
- јануар 2013. године - ИЦБЛ и партнери за хуманитарно разоружање позивају на обновљено ангажовање Споразума поводом 20. годишњице покрета за забране мина, у Паризу.
- фебруар 2013. године - На четрнаесту годишњицу ступања на снагу Споразума о забрани мина, ИЦБЛ позива владе и јавност да „позајме своју ногу“ глобалним напорима да се оконча патња узрокована нагазним минама.
- мај 2013. године - У Женеви се одржава састанак у вези Споразума о забрани мина.
- новембар 2013. године - Г-ђа Силвие Бригот-Вилаин, извршни директор ИЦБЛ-ЦМЦ прима француску награду Легије части. Орден, установљен 1802. године, највеће је одликовање у Француској и креиран је посебно да би се признали доприноси цивила, као и војске.
- новембар 2013. године - Делегација ИЦБЛ-а на челу са Силвијом Бригот-Вилен посетила је Тајван како би прославила достигнућа у уклањању мина.

24. 2014. године - Завршите посао до 2025.
- јун 2014. године - Трећа ревизијска конференција Споразума о забрани мина одржана у Мозамбику. ИЦБЛ позива државе потписнице да заврше своје главне уговорне обавезе до 2025. године.
- јун 2014. године - Сједињене Државе саопштавају да неће производити противпешадијске мине и намеравају да се придруже Споразуму о забрани мина у будућности. Председник Обама признаје напоре ИЦБЛ-а и Џоди Вилијамс.
- август 2014. године - Оман се придружује Споразуму о забрани мина.
- септембар 2014. године - САД најављују забрану америчке употребе противпешадијских мина али да ће поштовати главне обавезе из Споразума о забрани мина, са изузетком Републике Кореје.
- октобар 2014. године - Амбасадорка ИЦБЛ-а Маргарет А. Орех придружује се програму за жене мировњаке Универзитета у Сан Дијегу.
- октобар 2014. године - Република Кореја усваја историјски закон о помоћи жртвама мина, 11 година након што је први пут поднет на гласање Народној скупштини.

25. 2015. године - Првобитни договор за чишћење мина у Колумбији.
- јануар 2015. године - Меган Бурке почиње свој посао као директорка Међународне кампање за забрану нагазних мина - коалиције за касетну муницију (ИЦБЛ-ЦМЦ).
- март 2015. године - Колумбијска влада и недржавна наоружана група ФАРЦ слажу се о револуционарном споразуму за уклањање мина.
- август 2015. године - Финска завршава уништавање залиха противпешадијских мина.
- август 2015. године - Меган Бурке, директорка ИЦБЛ-а, састаје се са председником Колумбије Хуаном Мануелом Сантосом. Председник Сантос понавља посвећеност Колумбији без мина.
- септембар 2015. године - Мозамбик, једна од земаља које су највише погођене минама, завршава уклањање мина и показује да је могуће постићи свет без мина.
- децембар 2015. године - У Женеви се завршава 14. састанак држава чланица, са представницима деведесет девет земаља, заједно са преко стотину чланова цивилног друштва, укључујући Њено Краљевско Височанство принцезу Астрид од Белгије.

26. 2016. године - Остварени успеси у имплементацији: Алжир без мина, а Пољска уништава залихе.
- март 2016. године - Шри Ланка најављује да ће се придружити Споразуму о забрани мина.
- март 2016. године - Прва међународна конференција високог нивоа о имплементацији Споразума о забрани мина одржава се у Женеви уз учешће Кофија Анана и министара иностраних послова Канаде, Чилеа и Колумбије.
- октобар 2016. године - Пољска проглашава завршетак уништавања залиха нагазних мина.
- октобар 2016. године - Ландмине Монитор извештава да су жртве од мина/ЕРВ повећане за 75% у односу на последњи извештај.
- децембар 2016. године - У Сантјагу се завршава 15. састанак држава потписница Споразума о забрани мина са нагласком на заједничком раду на достизању света без мина до 2025. године.
- децембар 2016. године - Алжир завршава уклањање мина и постаје земља без мина.

27. 2025. године - Мисија треба да се заврши до краја 2025. године.

## Нобелова награда
Организација и њен координатор за оснивање, Џоди Вилијамс, заједно су добили 1997. године Нобелову награду за њихове напоре да постигну Уговор о забрани мина (Отавски уговор). Потписивање овог уговора (који забрањује употребу, производњу, залихе и пренос противпешадијских мина) сматра се највећим успехом кампање. Награду су у име организације примили суоснивач Rae McGrath из Саветодавне групе за мине и Tunn Channareth, камбоџанска жртва мина и активиста МПЗМ -а.
МПЗМ надгледа глобалну ситуацију минске и касетне муниције (путем Монитора за нагазне мине и касетну муницију, свог истраживачког и надзорног огранка), и спроводи активности заговарања, лобирајући за спровођење и универзализацију Уговора о забрани мина, хуманитарне програме противминске акције усмерене ка потребама заједнице погођене минама, подршка преживелима од нагазних мина, њиховим породицама и њиховим заједницама и заустављање производње, употребе и преноса нагазних мина, укључујући и недржавне оружане групе. МПЗМ учествује на периодичним састанцима процеса Уговора о забрани мина, позива државе које нису чланице да се придруже и недржавне оружане групе да поштују норму забране мина, осуђује употребу мина и промовише свест јавности кроз дебате о питању мина.